# Phil Nex
Phil Nex   (1928 - p. segle XXI) fou un pilot de motocròs anglès de renom internacional durant la dècada del 1950, quan fou un dels principals competidors al Campionat d'Europa de motocròs, predecessor del mundial. Formà part de l'equip estatal britànic que guanyà el Motocross des Nations el 1952. El 1954 va guanyar el Gran Premi de Gran Bretanya, disputat a Hawkstone Park el 4 de juliol, i quedà subcampió darrere de Geoff Ward al Campionat britànic.

## Palmarès
Font:
| Any  | Motocicleta | Campionat d'Europa | Campionat britànic |
| ---- | ----------- | ------------------ | ------------------ |
| 1951 | BSA         | -                  | 9è                 |
| 1952 | BSA         | 9è                 | 7è                 |
| 1953 | BSA         | 7è                 | 5è                 |
| 1954 | BSA         | 5è                 | 2n                 |
| 1955 | BSA         | 15è                | 5è                 |
| 1956 | BSA         | -                  | 10è                |